# The Fires of Pompeii
"The Fires of Pompeii" (intitulado "Os Fogos de Pompeia" no Brasil) é o segundo episódio da quarta temporada da série de ficção científica britânica Doctor Who, transmitido originalmente através da BBC One em 12 de abril de 2008. Foi escrito por James Moran e dirigido por Colin Teague.
No episódio, situado pouco antes e durante a erupção do Monte Vesúvio em 79 d.C., o alienígena viajante do tempo conhecido como o Doutor (David Tennant) e sua nova acompanhante Donna Noble (Catherine Tate) viajam para Pompeia, onde descobrem uma invasão alienígena dos Pyroviles, criaturas semelhantes a pedras, e seus aliados, a Irmandade Sibilina, que estão usando o vulcão para converter os humanos em Pyroviles.
O episódio foi filmado nos estúdios Cinecittà em Roma, sendo a primeira vez que a equipe de produção da série levou o elenco para para filmar fora do Reino Unido desde o retorno do programa em 2005. A produção do episódio foi atrasada devido um incêndio perto dos sets várias semanas antes das filmagens e por problemas para cruzar para a Europa. "The Fires of Pompeii" também marca a primeira aparição de Karen Gillan e Peter Capaldi em Doctor Who. Ambos mais tarde assumiriam papéis principais no programa: Gillan foi escalada como a nova acompanhante do Décimo primeiro Doutor, Amy Pond, a partir da quinta temporada, e Capaldi apareceu como o Décimo segundo Doutor a partir de 2013.
As opiniões dos críticos sobre o episódio foram geralmente mistas. Sua premissa — o dilema moral que o Doutor enfrenta e a insistência de Donna de que ele salve uma família de Pompeia — foi amplamente elogiada, enquanto a escrita, particularmente dos personagens coadjuvantes, foi criticada.

## Enredo

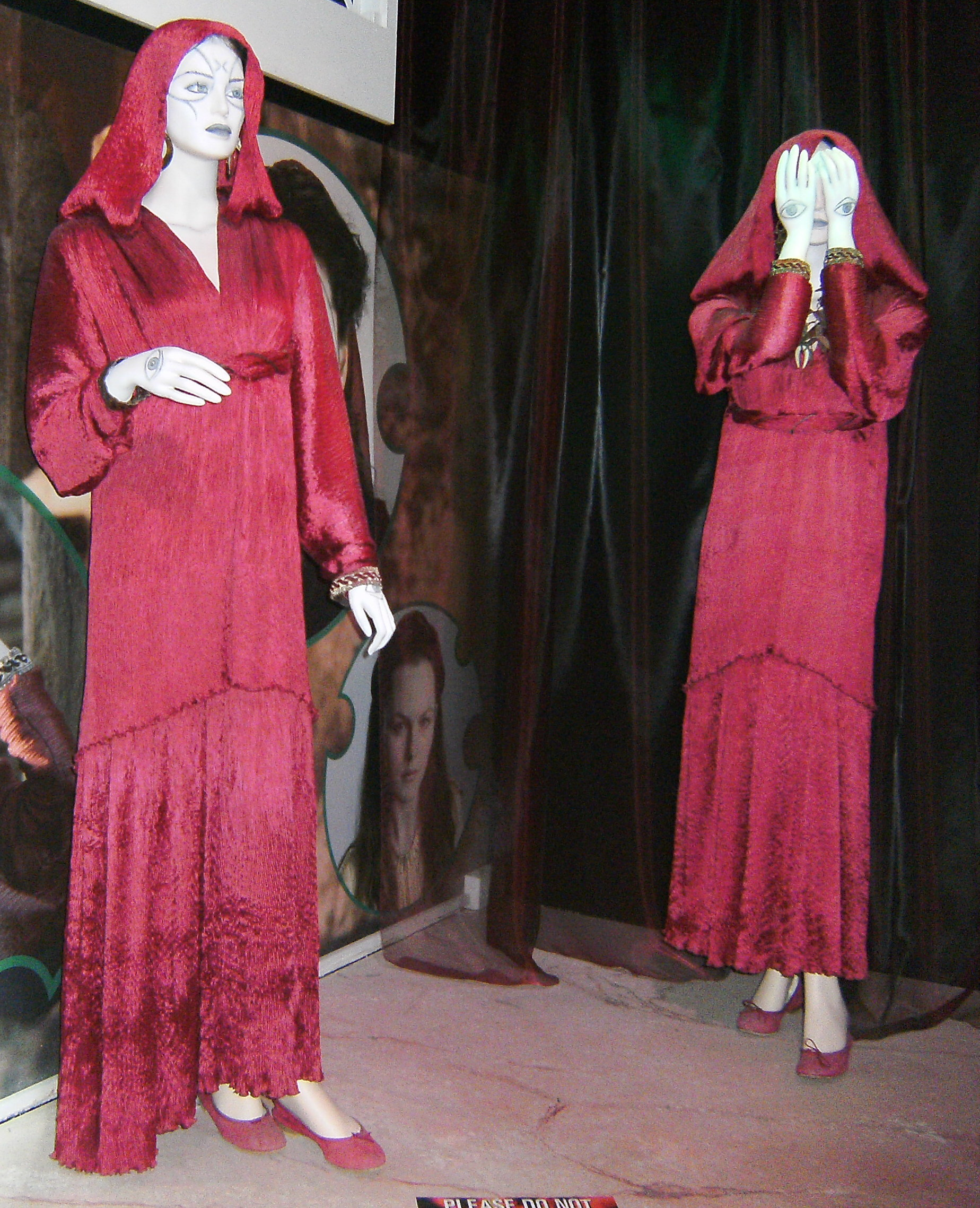
Os trajes da Irmandade Sibilina vistos no episódio em exposição na Doctor Who Experience

O Doutor e Donna chegam a Pompeia um dia antes da erupção do Monte Vesúvio em 79 d.C. Mais tarde, eles descobrem que um comerciante local vendeu a TARDIS para o escultor Caecilius e então vão até a casa dele para recuperá-la. Sem que saibam, os dois são seguidos por uma adivinha que relata à Irmandade Sibilina que o homem na caixa azul profetizado chegou, e as Irmãs temem a previsão de que sua chegada trará fogo e morte. No entanto, a Suma Sacerdotisa garante que Pompeia logo entrará em uma nova era de ouro.
Na casa, o Doutor e Donna encontram o áugure local, Lucius Petrus Dextrus, que chegou para coletar uma escultura que ele encomendou. O Doutor fica intrigado com a obra, que se assemelha a um segmento de uma placa de circuito de grandes dimensões. Querendo aprender mais sobre ela, ele pede ajuda ao filho de Caecilius, Quintus, para invadir a casa de Lucius. Nela, o Doutor deduz que os circuitos formam um conversor de energia, mas os dois são pegos por Lucius, que convoca uma grande criatura de pedra para atacá-los e matá-los. A criatura aparece na casa de Caecilius e os ataca, mas Quintus a encharca com água e a mata. Na confusão, a Irmandade sequestra Donna e o Doutor parte para resgatá-la, descobrindo que o grupo está sendo controlada pelos Pyroviles, criaturas de pedra cujo planeta natal, Pyrovilia, foi perdido. O Doutor escapa com Donna em um túnel que leva ao coração do Monte Vesúvio.
O Doutor descobre que o vulcão está sendo usado pelos Pyroviles para converter a raça humana e conquistar a Terra. Ele percebe que o vulcão não entrará em erupção se o conversor de energia estiver funcionando e diz a Donna que a erupção é um ponto fixo no tempo e sempre deve acontecer. O Doutor e Donna entram em uma cápsula de fuga e juntos pressionam uma alavanca que sobrecarrega o conversor e dispara a erupção, matando os Pyroviles e lançando a cápsula para longe da explosão. O Doutor e Donna correm para a TARDIS, deixando Caecilius e sua família para trás em sua casa. No entanto, Donna implora em lágrimas ao Doutor para voltar e pelo menos salvar uma pessoa do vulcão. O Doutor cede e volta para Caecilius e sua família, deixando-os em uma colina para assistir à destruição. Ele comenta com Donna que ela estava certa - ele precisa de alguém para detê-lo.

### Continuidade
O Doutor se refere à erupção como "dia do vulcão", uma frase usada para se referir à erupção por Jack Harkness e o Nono Doutor em "The Empty Child" e "The Doctor Dances". A Proclamação das Sombras, um código intergaláctico invocado em "Rose", "The Christmas Invasion", "Fear Her" e "Partners in Crime" é usado pelo Doutor ao falar com os Pyrovile. A Cascata da Medusa, mencionada pela primeira vez pelo Mestre em "Last of the Time Lords", é referenciada.
Evelina se refere ao verdadeiro nome do Doutor estar profundamente escondido, assim como a Madame de Pompadour quando ela olhou em sua mente em "The Girl in the Fireplace". Lucius se refere à origem do Doutor em Gallifrey, comentando que ela estava "perdida no fogo". O Doutor também faz alusão aos eventos do serial de 1965 The Romans, admitindo uma pequena responsabilidade pelo Grande Incêndio de Roma, que foi retratado no final daquela história. O escritor James Moran incluiu deliberadamente a referência como uma "coisa divertida de continuidade". A venda da TARDIS como arte moderna também foi incluída como uma referência ao serial favorito de Moran, City of Death, que inclui uma cena em que a TARDIS é avaliada de forma semelhante.
O Doutor mais uma vez se refere à habilidade - e fardo - de um Senhor do Tempo de ver múltiplas linhas do tempo, e explica a Donna que suas intervenções anteriores na história (como salvá-la, ou impedir Harriet Jones de permanecer no poder para trazer a Era de Ouro da Grã-Bretanha) lidaram com eventos em um estado de fluxo, mas alguns eventos históricos (como a destruição de Pompeia e a extinção dos Senhores do Tempo) são fixos. O Doutor reconhecendo a Donna que ele precisa de alguém é uma referência à sua despedida em "The Runaway Bride".

## Produção

### Roteiro
O produtor executivo Russell T Davies planejou originalmente incluir uma história ambientada em Pompeia na primeira temporada moderna de Doctor Who depois de assistir ao documentário Pompeii: The Last Day. A posição desse episódio foi dada a "Boom Town" e a ideia foi arquivada por três anos.
O episódio foi escrito por James Moran, que escreveu anteriormente o filme Mutilados e o episódio de Torchwood "Sleeper"; Moran foi solicitado a escrever o episódio como consequência deste último. Moran teve dificuldade em escrever o episódio e teve que reescrever a linha de abertura do Doutor mais de vinte vezes. Os Pyrovile também foram editados durante a escrita: eles eram anteriormente chamados de Pyrovillaxians e Pyrovelians.
Moran trabalhou em estreita colaboração com Davies devido às restrições impostas pelas filmagens. Davies encorajou Moran a inserir piadas linguísticas semelhantes às da série de histórias em quadrinhos Asterix, como Lucius Petrus Dextrus ("Braço Direito de Pedra de Lucius"), TK Maxximus e Espártaco; o uso da frase "Eu sou Spartacus!" refere-se ao filme de 1960. Moran tirou o nome Caecilius do personagem principal do Livro I do Curso de Latim de Cambridge, que por sua vez é baseado no banqueiro Lucius Caecilius Iucundus, e baseou os personagens auxiliares de Metella (Tracey Childs) e Quintus na família de Caecilius no mesmo curso; a personagem Evelina foi a única membra da família criado por Moran.
O episódio foi fortemente baseado em uma questão moral colocada ao Doutor por Donna: se deveria alertar a população de Pompeia ou se deveria se recusar a participar da situação. Moran também teve que lidar com a intensidade e sensibilidade necessárias ao escrever sobre a erupção. Davies e Moran apreciaram a atuação de Catherine Tate e citaram a habilidade de Donna de humanizar o Doutor e ajudá-lo a lidar com "situações em que todos perdem" como a razão pela qual o Doutor viaja com acompanhantes.
O arco de história da quarta temporada foi sugerido pela invocação do Doutor à Proclamação das Sombras, um código intergaláctico anteriormente chamado em "Rose", "The Christmas Invasion", "Fear Her" e "Partners in Crime", e referenciando a "Cascata Medusa", que Davies afirmou na Doctor Who Magazine que "voltaria para nos assombrar" mais tarde na temporada.

### Filmagens

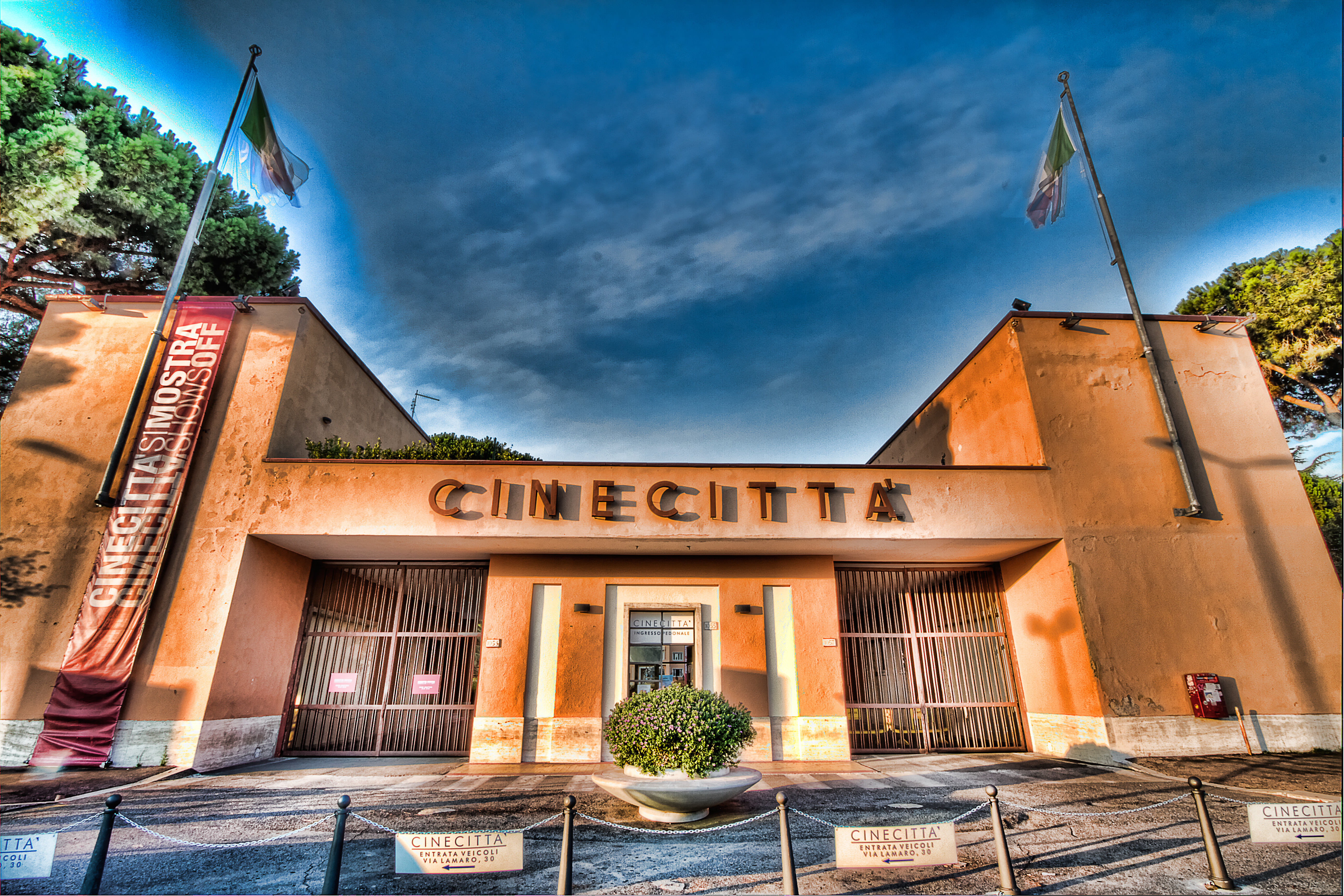
"The Fires of Pompeii" foi filmado nos estúdios Cinecittà em Roma.

O episódio foi filmado nos estúdios Cinecittà em Roma em setembro de 2007. As filmagens reutilizaram alguns dos cenários da série Roma. Outros locais sugeridos foram em Malta e no País de Gales, mas o tamanho do projeto, o maior desde o renascimento do programa, resultou na produção ocorrendo na Itália. Esta foi a primeira vez que a maior parte de um episódio foi filmada no exterior e a primeira vez que o elenco filmou fora do Reino Unido desde 1996; o filme para televisão foi filmado em Vancouver e as tomadas de pick-up já haviam sido feitas na cidade de Nova York para "Daleks in Manhattan". A Cinecittà aceitou o pedido da BBC para promover os estúdios, apesar do orçamento pequeno do show.
Filmar um episódio no exterior foi sugerido em 2004, mas "The Fires of Pompeii" foi a primeira ocasião desse tipo. O planejamento começou em abril de 2007, antes de Moran escrever o roteiro, e continuou até a equipe de produção viajar para a Itália. Várias semanas antes do início das filmagens, um incêndio interrompeu a produção. A mudança para Roma causou problemas para a equipe de produção: o caminhão de equipamentos foi atrasado por várias horas na fronteira com a Suíça; a equipe de efeitos especiais foi atrasada por vinte e quatro horas na alfândega em Calais. A equipe de produção teve apenas 48 horas para filmar no local. O rescaldo da erupção foi filmado na mesma noite das filmagens em locação. Para criar as cinzas que caíam, a equipe de efeitos especiais usou uma grande massa de cortiça, com um "suprimento constante de detritos chovendo". As cenas ambientadas no Templo de Sibila foram filmadas no Templo da Paz, em Cardiff, nos dias 18 e 19 de setembro de 2007.